# Rhamdia nicaraguensis
Rhamdia nicaraguensis és una espècie de peix de la família dels heptaptèrids i de l'ordre dels siluriformes.

## Morfologia
Els mascles poden assolir els 26 cm de llargària total.

## Distribució geogràfica
Es troba a Costa Rica i Nicaragua.